# Żurawli (obwód kurski)
Żurawli (ros. Журавли) – wieś (ros. деревня, trb. dieriewnia) w zachodniej Rosji, w sielsowiecie olgowskim rejonu korieniewskiego w obwodzie kurskim.

## Geografia
Miejscowość położona jest nad rzeką Kriepna, 6 km od centrum administracyjnego sielsowietu olgowskiego (Olgowka), 15 km od centrum administracyjnego rejonu (Korieniewo), 84 km od Kurska.

## Demografia
W 2010 r. miejscowość zamieszkiwało 128 osób.